# 大街乡 (龙游县)
大街乡，是中华人民共和国浙江省衢州市龙游县下辖的一个乡镇级行政单位。

## 行政区划
大街乡下辖以下地区：
大街村、横坑村、岭脚村、方旦村、杨村、贺田村、新槽村和贺康村。